# Mimoclystia thermochroa
Mimoclystia thermochroa är en fjärilsart som beskrevs av George Francis Hampson 1909. Mimoclystia thermochroa ingår i släktet Mimoclystia och familjen mätare. Inga underarter finns listade i Catalogue of Life.